# Entedononecremnus krauteri
Entedononecremnus krauteri är en stekelart som beskrevs av Gregory Zolnerowich och Rose 1996. Entedononecremnus krauteri ingår i släktet Entedononecremnus och familjen finglanssteklar.
Artens utbredningsområde är:
- Costa Rica.
- El Salvador.

Inga underarter finns listade i Catalogue of Life.